# 1980年美國
|        | 美國歷史 \| 美國歷史年表                                                                                                   |
| 世紀： | 19世紀美國 \| 20世紀美國 \| 21世紀美國                                                                                     |
| 年代： | 1950年代美國 \| 1960年代美國 \| 1970年代美國 \| 1980年代美國 \| 1990年代美國 \| 2000年代美國 \| 2010年代美國               |
| 年份： | 1976年美國 \| 1977年美國 \| 1978年美國 \| 1979年美國 \| 1980年美國 \| 1981年美國 \| 1982年美國 \| 1983年美國 \| 1984年美國 |
| 紀年： | 美国独立204周年 |

## 聯邦政府

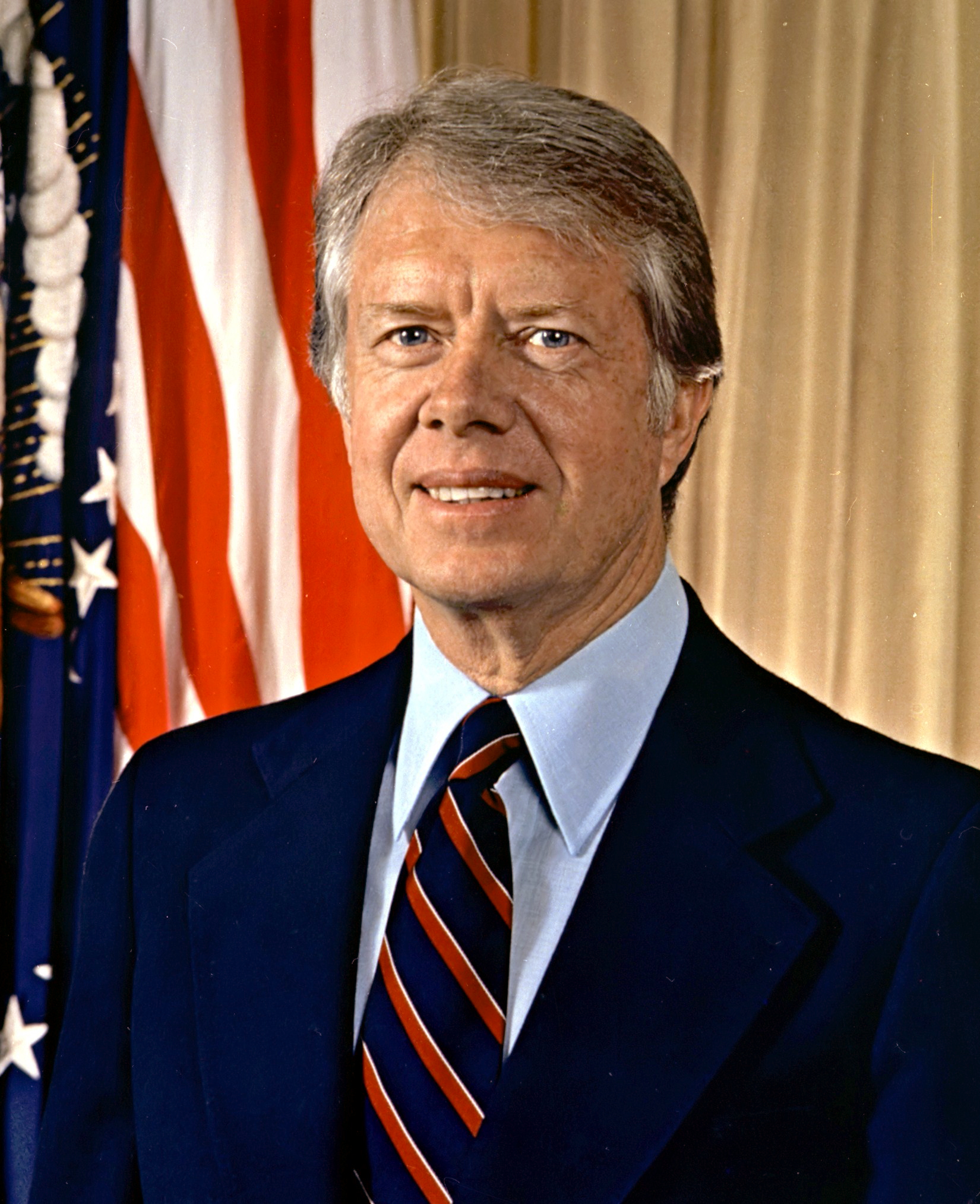
總統：吉米·卡特
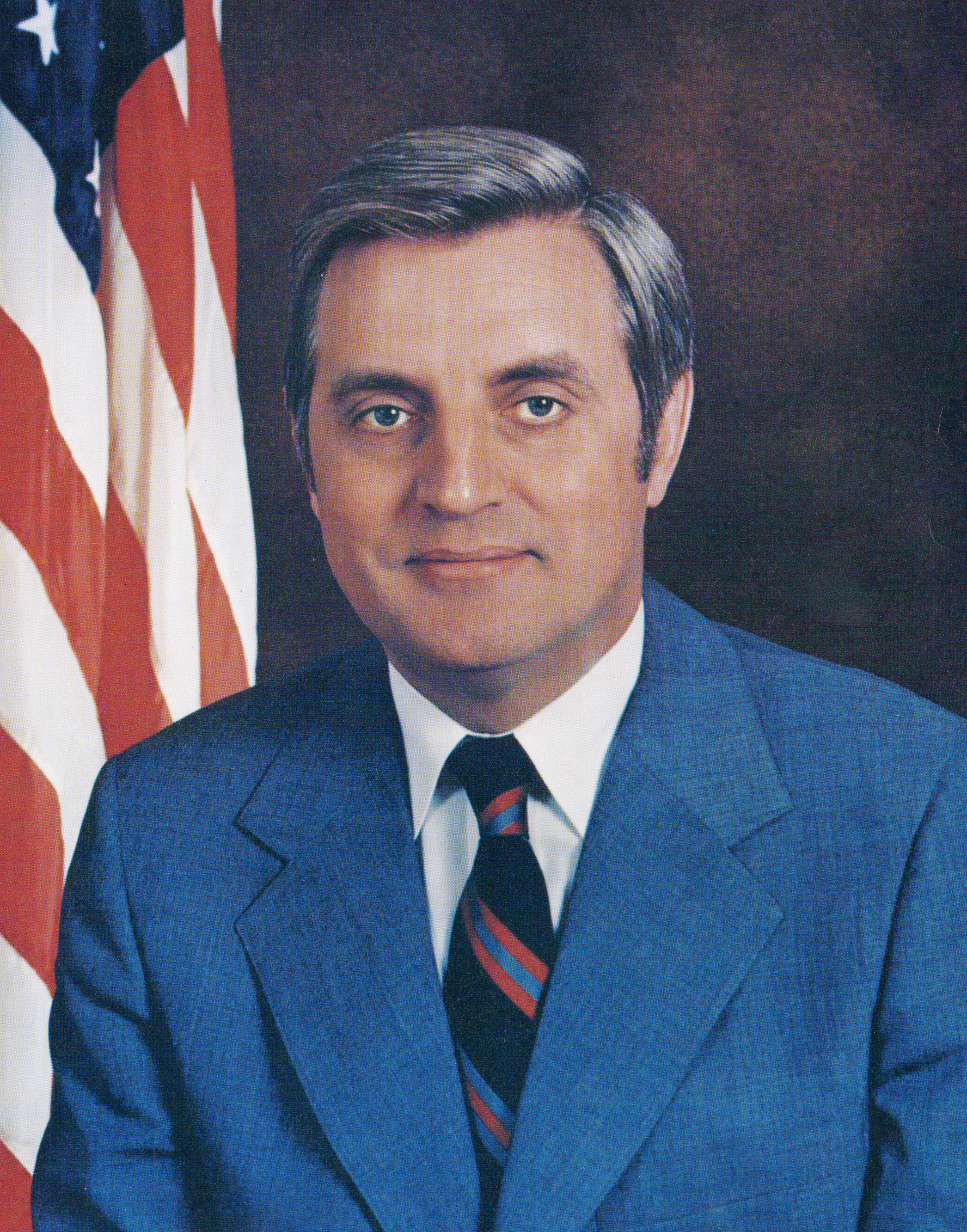
副總統：沃尔特·蒙代尔
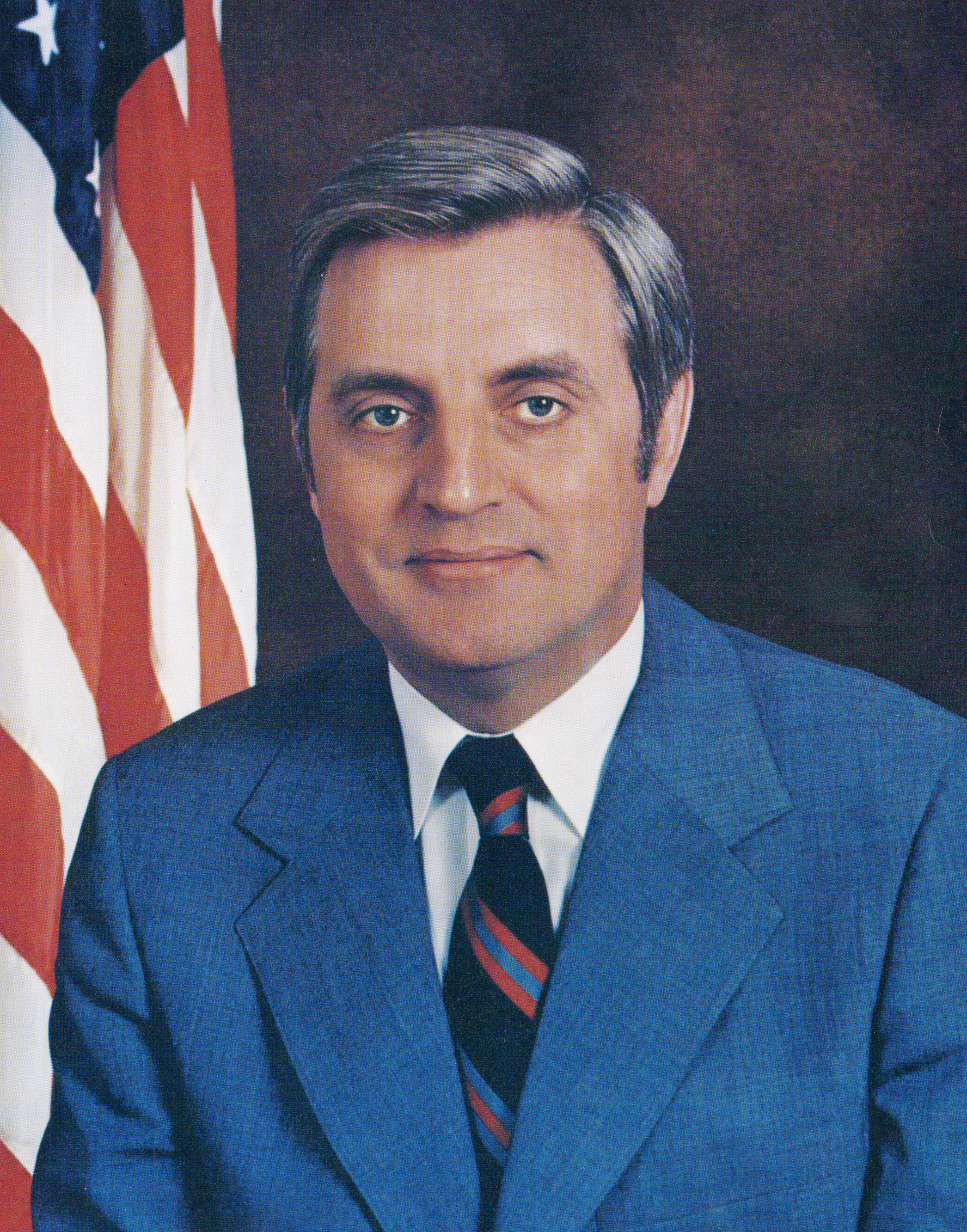
參議院議長：華特·孟岱爾（副總統兼任）
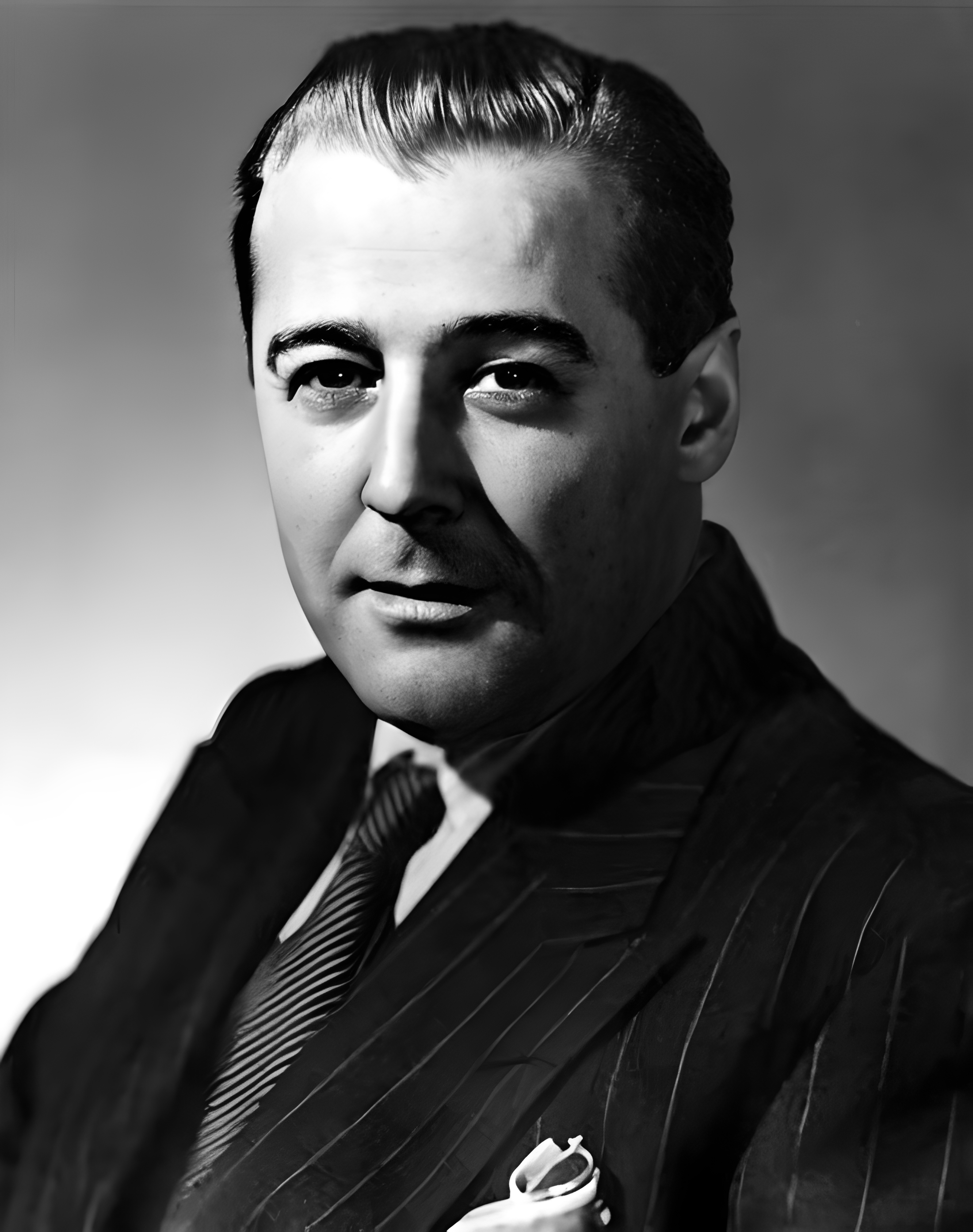
參議院臨時議長：沃倫·麥格努森
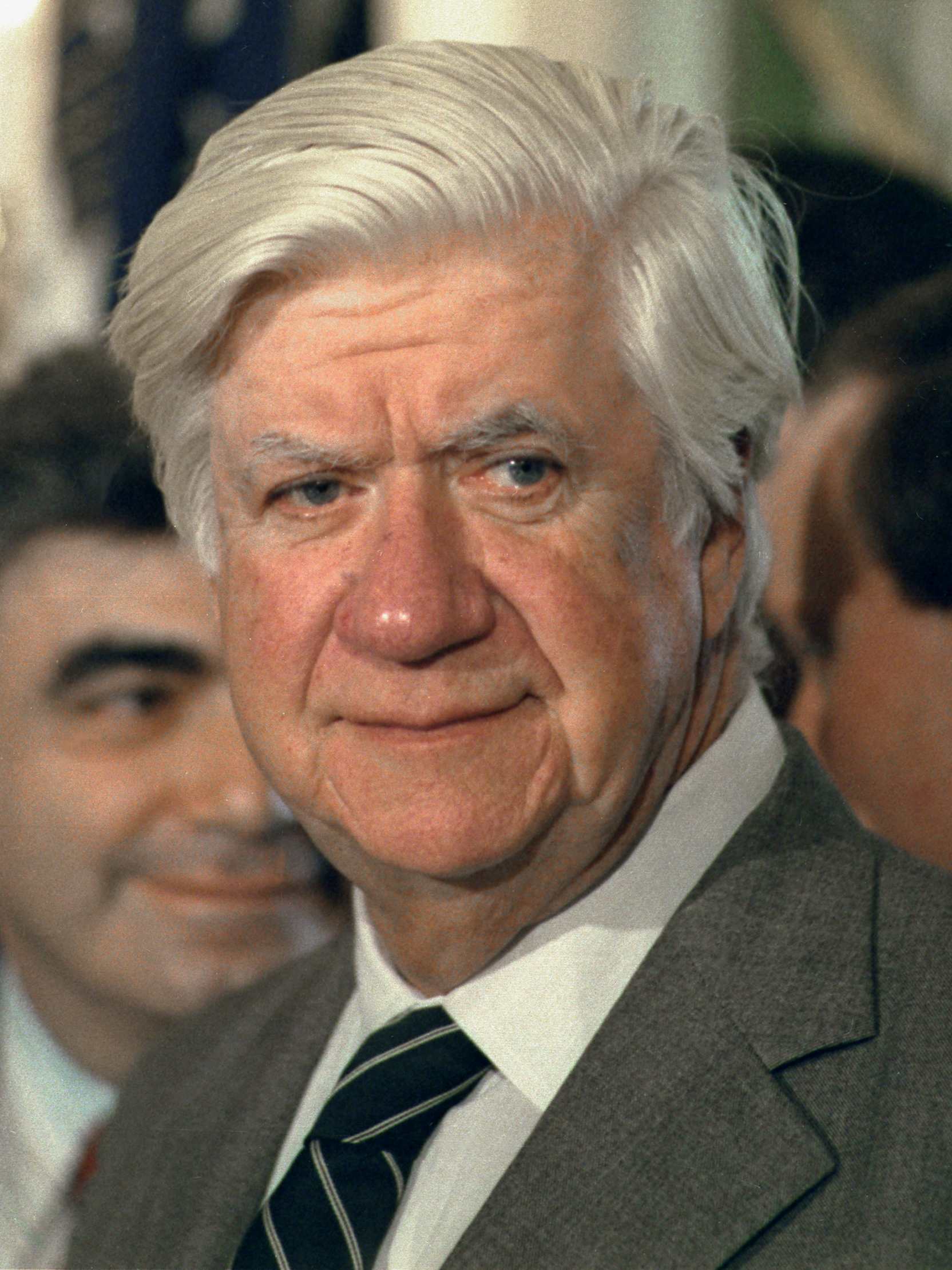
眾議院議長：提普·奥尼尔
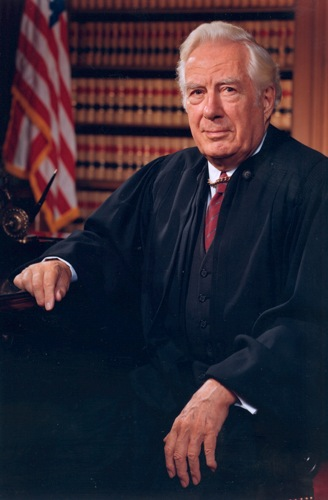
首席大法官：沃伦·厄尔·伯格

### 成員變動

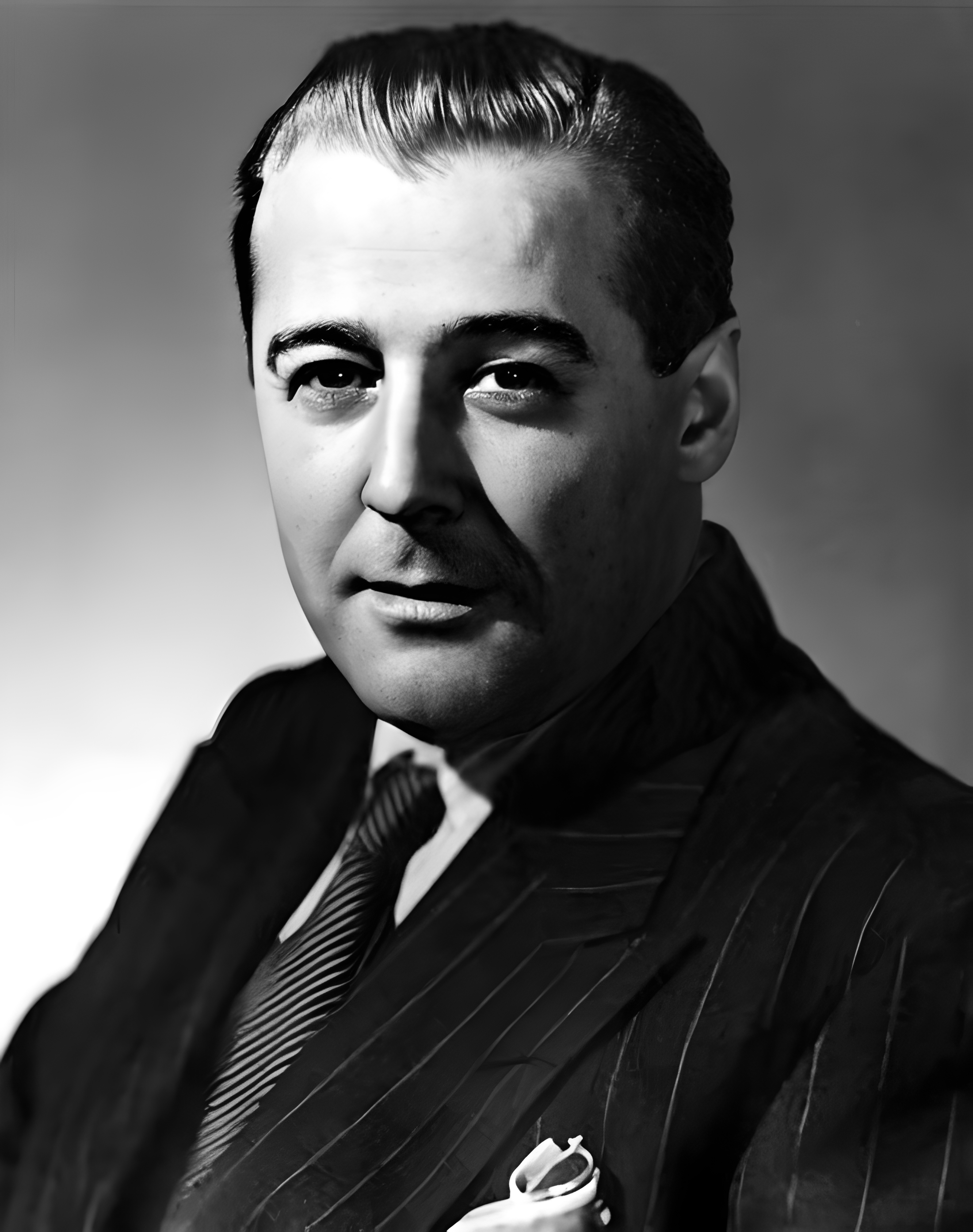
參議院臨時議長：沃倫·麥格努森（任期屆滿）
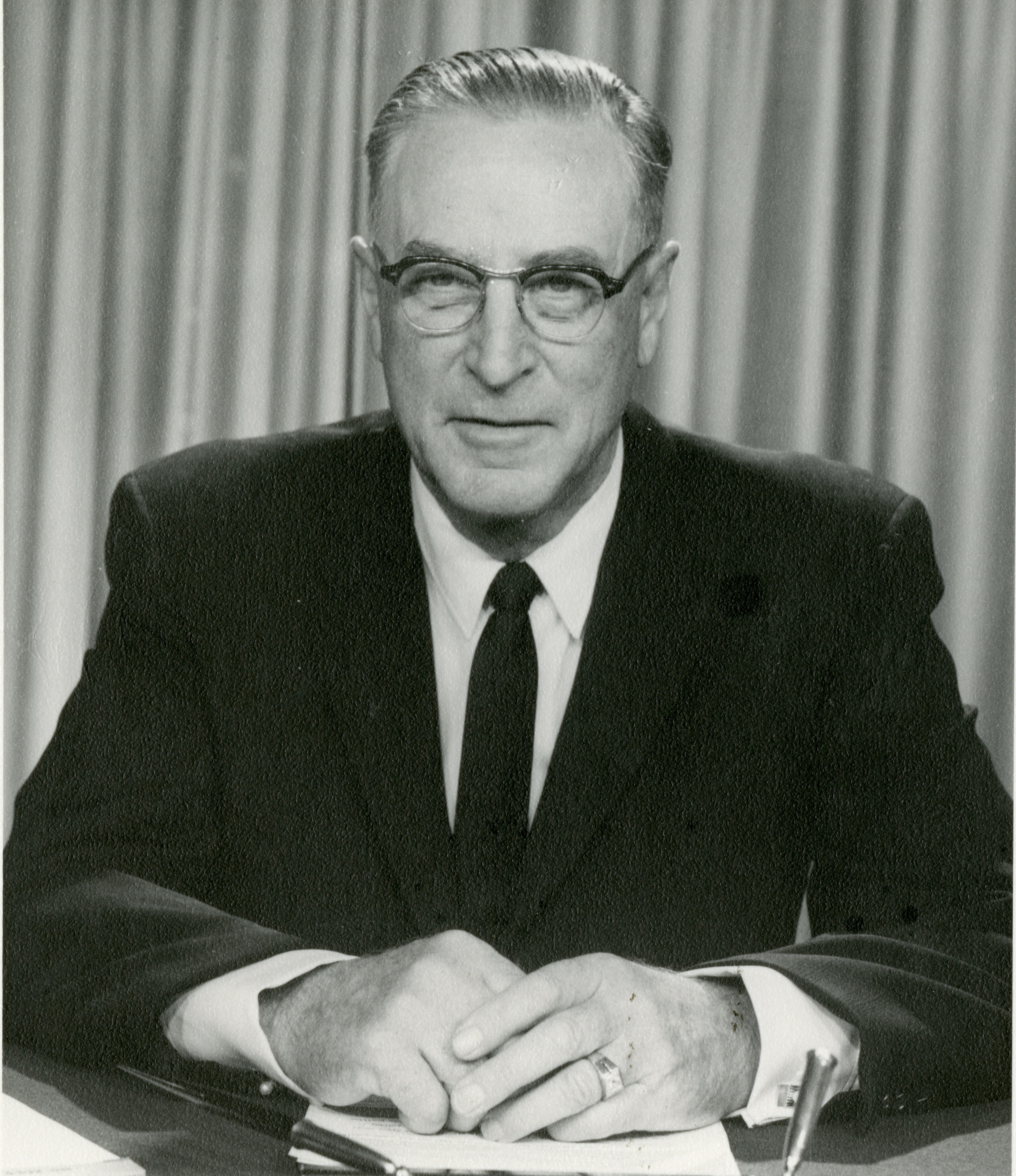
參議院臨時議長：米爾頓·楊（任期屆滿）

## 大事記
- 1980年美国人口普查（英语：1980 United States Census）是美国历史上第20次全国人口普查，确定了美国的常住人口为226,545,805人，相比1970年美国人口普查，同比增长为11.4%。
- 阿波羅電腦在麻賽諸賽州的Chelmsford成立，創辦人為William Poduska（也是之後Apollo PRISM電腦的開創者）。
- 阿拉斯加州廢止性悖軌法。

### 1月
- 1月4日——美國總統吉米·卡特在歐盟執行委員會支援下，宣佈對蘇聯實行糧食禁運。
- 1月7日——美國總統吉米·卡特受國會授權：提供15億美元貸款，以救助克萊斯勒汽車公司。

### 5月
- 5月18日——華盛頓州聖海倫斯火山大爆發，造成57人死亡、30億美元的財物損失。

### 6月
- 6月1日——美國有線電視新聞網（CNN）正式開播。

### 11月
- 11月4日——美国总统选举；共和党罗纳德·里根战胜民主党吉米·卡特。

### 12月
- 12月8日——約翰·藍儂於美國紐約寓所前遭馬克·大衛·查普曼槍殺身亡。